# Consiglio nazionale sahrawi
Il Consiglio nazionale sahrawi è il potere legislativo della Repubblica Democratica Araba dei Sahrawi.

## Storia
Il Consiglio Nazionale Saharawi fondato il 28 novembre 1975 con il nome di Consiglio Nazionale Provvisorio secondo la Costituzione della Repubblica Araba Democratica Saharawi, approvata dal VII Congresso del Fronte Polisario il 19 giugno 1991, è l'istanza di potere legislativo nella Repubblica che controlla l'azione del governo nazionale. I membri del Parlamento sono eletti per un periodo di tre anni a suffragio universale diretto. Dal 2007 il CNS è composto da 53 membri.
La Costituzione Sahrawi prevede inoltre che nel caso in cui la carica di Presidente della Repubblica durante la fase transitoria si renda vacante per morte o grave malattia che gli renda impossibile l'esercizio delle sue funzioni, il Presidente del Parlamento assuma provvisoriamente le funzioni della Presidenza della Repubblica.
Il CNS è stato fondato il 28 novembre 1975 con il nome di Consiglio Nazionale Provvisorio in sostituzione di quella che è stata chiamata l'Assemblea Generale Saharawi dipendente dalla Spagna ed è stato il primo potere legislativo del Sahara.
Il Consiglio nazionale provvisorio tenne la sua prima riunione il 30 e 31 dicembre 1975 sotto la presidenza di M`Hamed Zeyu.
Dopo la celebrazione nel 1995 del IX Congresso del Fronte Polisario, al CNS sono state concesse tutte le prerogative legislative e il controllo sul governo e l'approvazione delle leggi. Il IX Congresso decide che il CNS è composto da 101 membri e che ogni legislatura dura un anno e mezzo e con tre sessioni ordinarie (autunno, inverno e primavera).
A partire dal X Congresso (agosto 1999) decide di ridurre a 51 il numero dei membri del CNC e a due le sessioni, ciascuna della durata di tre mesi: una in autunno per l'approvazione e la valutazione del programma annuale di governo, e un'altra in primavera per lo studio dei progetti di legge e la loro approvazione e, se necessario, si tiene una sessione straordinaria.
La durata della legislatura viene mantenuta per un anno e mezzo fino all'XI Congresso del Fronte Polisario tenutosi a Tifariti, dove si decide di estenderla a tre anni per il tempo tra un congresso e l'altro.
Nell'ottobre 2007 il numero dei membri del CNS è stato portato a 53 ed è stata stabilita la loro elezione per il periodo che separa due congressi e si tengono due sessioni: uno in autunno per l'approvazione e la valutazione del programma annuale di governo, l'altro in primavera per lo studio dei progetti di legge e la loro approvazione.